# Вермель, Израиль Гамшеевич
Израиль Гамшеевич Вермель (28 ноября 1924, Горки, Оршанский округ — 3 января 1997, Екатеринбург) — советский и российский учёный в области судебной медицины и криминалистики, профессор кафедры криминалистики Свердловского юридического института, автор большого количества научных трудов, среди которых монографии, учебники и учебные пособия.

## Биография
После окончания средней школы был призван в ряды Красной армии и направлен в военное училище авиамехаников. В 1942—1946 годах служил в Красной армии, участвовал в Великой Отечественной войне.
В 1952 году окончил Свердловский медицинский институт и был принят на работу судебно-медицинским экспертом в г. Тюмень, а вскоре стал начальником Тюменского областного бюро судебно-медицинской экспертизы.
В 1968 году защитил кандидатскую диссертацию на тему «О заключении судебно-медицинской экспертизы и их составлении при выяснении правильности действий медицинских работников».
В 1970 году прошёл по конкурсу на кафедру криминалистики Свердловского юридического института, где сначала работал доцентом, потом профессором.
Являлся судебно-медицинским экспертом отдела сложных комиссионных экспертиз Свердловского областного бюро судебно-медицинской экспертизы, занимался проблемами теории судебно-медицинского заключения, логики заключений и правильности выводов судебно-медицинских экспертов по результатам проведённых исследований. Автор учебного пособия «Формулирование и обоснование выводов судебно-медицинского эксперта о причинах смерти».
Скончался 3 января 1997 года в Екатеринбурге. Похоронен на Северном кладбище.